# Enn Roos
Enn Roos (* 20. September 1908 im Gouvernement Tambow; † 15. Juli 1990 in Tallinn) war ein estnischer Bildhauer, zu seinen bekanntesten Werken zählt der 1947 geschaffene Bronze-Soldat von Tallinn.